# Breaking All the Rules
Breaking All the Rules is het zevende studioalbum van de Engelse singer-songwriter Peter Frampton. Het werd op 14 mei 1981 door A&M Records uitgebracht. Dit is het eerste soloalbum waarop hij niet samenwerkt met Bob Mayo en Stanley Sheldon. Aan het album werkten gitarist Steve Lukather en drummer Jeff Porcaro (bekend van Toto) mee. Op het album staat een cover van een nummer van de Australische popgroep The Easybeats, "Friday on My Mind". De productie lag in de handen van onder andere David Kershenbaum, die in 1979 het album Look Sharp! van Joe Jackson produceerde.

## Tracklist
Alle muziek en teksten zijn geschreven door Peter Frampton, tenzij anders aangegeven. 
| 1.                 | Dig What I Say                               | 4:09 |
| 2.                 | I Don't Wanna Let You Go (David Fannerty)    | 4:18 |
| 3.                 | Rise Up (Billy Alessi/Bob Alessi)            | 3:46 |
| 4.                 | Wasting the Night Away                       | 4:08 |
| 5.                 | Going to L.A.                                | 5:54 |
| 6.                 | You Kill Me                                  | 4:12 |
| 7.                 | Friday on My Mind (George Young/Harry Vanda) | 4:15 |
| 8.                 | Lost a Part of You                           | 3:39 |
| 9.                 | Breaking All the Rules (Frampton/Keith Reid) | 7:05 |
| Totale duur: 42:17 |                                              |      |

## Bezetting
- Peter Frampton - basgitaar, gitaar, keyboard, zang
- Steve Lukather - basgitaar, gitaar, keyboard
- Jeff Porcaro - drums, percussie
- John Regan - basgitaar
- Arthur Stead - piano, synthesizer, toetsen, orgel